# Music From the Film More
Music from The Film More este primul album soundtrack realizat de trupa Pink Floyd . Filmul More a fost regizat de Barbet Schroeder; în film se pot auzi două cântece neincluse pe album: "Seabirds" și "Hollywood". Albumul conține și celelalte melodii din film, unele fiind însă complet diferite pe disc.

## Track listing
| Side one        |                                 |         |  |
| Nr.             | Titlu                           | Lungime |  |
| 1.              | „Cirrus Minor”                  | 5:18    |  |
| 2.              | „The Nile Song”                 | 3:26    |  |
| 3.              | „Crying Song”                   | 3:33    |  |
| 4.              | „Up the Khyber” (instrumental)  | 2:12    |  |
| 5.              | „Green Is the Colour”           | 2:58    |  |
| 6.              | „Cymbaline”                     | 4:50    |  |
| 7.              | „Party Sequence” (instrumental) | 1:07    |  |
| Lungime totală: | Lungime totală:                 | 23:24   |  |

| Side two        |                                 |         |  |
| Nr.             | Titlu                           | Lungime |  |
| 1.              | „Main Theme” (instrumental)     | 5:27    |  |
| 2.              | „Ibiza Bar”                     | 3:19    |  |
| 3.              | „More Blues” (instrumental)     | 2:12    |  |
| 4.              | „Quicksilver” (instrumental)    | 7:13    |  |
| 5.              | „A Spanish Piece”               | 1:05    |  |
| 6.              | „Dramatic Theme” (instrumental) | 2:15    |  |
| Lungime totală: | Lungime totală:                 | 21:32   |  |

## Single-uri
- "The Nile Song" (1969)

## Componență
- David Gilmour - chitare acustice, electrice și Flamenco, bongos, voce
- Nick Mason - percuție, baterie, bongos
- Roger Waters - chitară bas, chitară, bongos, gong
- Richard Wright - orgi Hammond și Farfisa, pian, vibrafon, bongos